# Pilea portlandiana
Pilea portlandiana är en nässelväxtart som beskrevs av Charles Dennis Adams. Pilea portlandiana ingår i släktet pileor, och familjen nässelväxter. Inga underarter finns listade i Catalogue of Life.